# Thiachroia flavala
Thiachroia flavala är en fjärilsart som beskrevs av George Francis Hampson 1926. Thiachroia flavala ingår i släktet Thiachroia och familjen nattflyn. Inga underarter finns listade i Catalogue of Life.